# Licinio Cantarino de Lima
Licinio Cantarino de Lima (Paços de Ferreira,1885 — Lisboa, 17 de Novembro de 1937) foi um militar português.

## Biografia
Nasceu em Paços de Ferreira, filho de Artur Pimentel Costa Lima e de Idalina Monteiro Costa Lima. Frequentou o curso da Arma de Engenharia, que terminou em 1909, tendo sido um dos alunos melhor classificados nesse ano.
Enveredou pela carreira militar, tendo sido responsável pela organização do parque automóvel militar, e feito várias comissões de serviço Combateu na Primeira Guerra Mundial, onde comandou o Batalhão de Telegrafistas, tendo recebido vários louvores.
Defensor do nacionalismo, colaborou na Revolta de 18 de Abril de 1925, sob as ordens do Coronel Raul Augusto Esteves e do comandante Filomeno da Câmara de Melo Cabral. Quando o movimento falhou, foi preso na Praça-forte de Elvas, tendo-se dedicado a fazer uma reportagem fotográfica daquela fortificação. Em 1930 fez parte de uma comissão responsável por estudar qual seria o melhor local onde instalar o futuro Museu de Marinha, possuindo então a patente de Tenente-Coronel de Engenharia, e estava a prestar serviços no Ministério da Marinha. Aquando da sua morte, exercia como director da Repartição de Construções Civis do Ministério da Marinha.
Faleceu na madrugada do dia 17 de Novembro de 1937, com 52 anos de idade, na sua residência na Avenida da Liberdade, em Lisboa. O corpo foi depositado no Cemitério dos Prazeres, em Lisboa. Estava casado com Maria Pinheiro de Lima, e era pai de Maria do Carmo Pinheiro Cantarinho Lima.